# My Number One
Chansons représentant la Grèce au Concours Eurovision de la chanson
Shake It
(2004) Everything
(2006)
Chansons ayant remporté le Concours Eurovision de la chanson
 Wild Dances
(2004)  Hard Rock Hallelujah
(2006)
My Number One ("Mon numéro un") est la chanson gagnante du Concours Eurovision de la chanson 2005, interprétée par la chanteuse grecque Élena Paparízou. 
Elle est intégralement interprétée en anglais, et non pas en grec, comme le permet la règle depuis 1999.